# Sloane Square

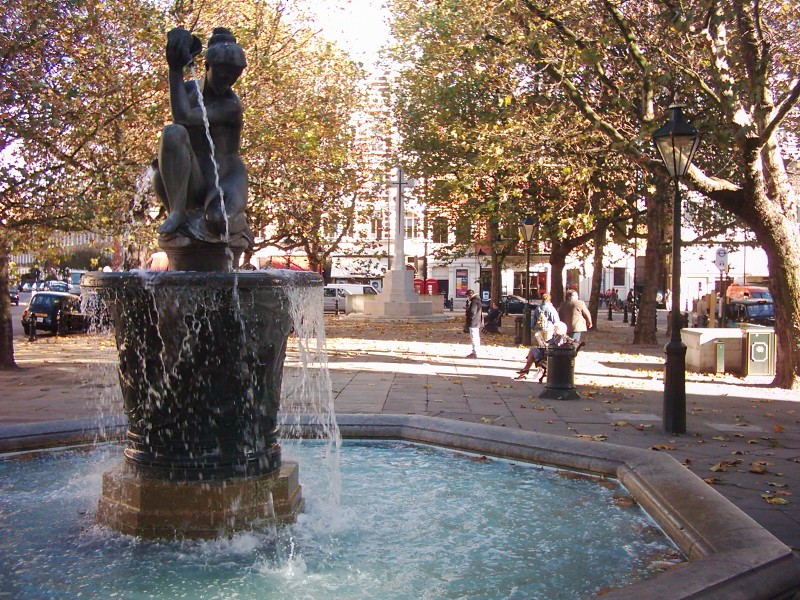
Blick über den Platz nach Nordosten mit Venusbrunnen

Der Sloane Square ist ein Platz zwischen den Londoner Stadtteilen Knightsbridge, Belgravia und Chelsea. Der Platz ist Teil der Hans Town und wurde 1771 von Henry Holland entworfen. Die „Town“ und der Platz, wie auch eine Straße, wurden nach dem Mediziner Hans Sloane benannt.
Der Platz liegt an den Enden der bekannten Straßen Kings Road und Sloane Street. In den 1980er Jahren wurde der Spitzname Sloane Rangers für Sprößlinge der Upper-Class hiervon entlehnt. An diesem Platz existieren zwei Gebäude: Das Royal Court Theatre und das Kaufhaus Peter Jones.
Unter dem Platz verläuft der Fluss Westbourne in Eisenrohren. Dort befindet sich auch die U-Bahn-Station Sloane Square. Südlich ist das National Army Museum gelegen.
Im Jahr 2005 gab es Vorschläge zur Umgestaltung des Platzes. Unter anderem wurde eine Änderung des Straßenverlaufs angeregt, um den Platz fußgängerfreundlicher zu gestalten. Jedoch lehnte die Mehrheit der befragten Personen diesen Plan ab, der somit zu den Akten gelegt wurde.

## Venusbrunnen
Die Venus Fountain in der Platzmitte wurde 1953 von dem Bildhauer Gilbert Ledward geschaffen. Der Brunnen zeigt eine Venus. Auf dem Brunnenbecken befindet sich ein Relief von König Karl und seiner Mätresse Nell Gwyn an der Themse.
Die Inschrift: „Sweet Thames run softly, till I end my song“ stammt aus Prothalamion von Edmund Spenser (1552–1599).
Der Brunnen ist denkmalgeschützt.